# تمامیت (منطق)
در منطق ریاضی و فرامنطق، یک سیستم صوری را نسبت به یک خاصیت تام یا کامل گویند، اگر هر فرمول دارای آن خاصیت بتواند با استفاده از آن سیستم مشتق شود، یعنی یکی از قضیای آن باشد؛ در غیر آنصورت، آن سیستم را ناتمام یا ناکامل گویند. عبارت «کامل» همچنین بسته به زمینه بحث، با معانی مختلفی بکار می‌رود، که اغلب به اعتبار معناشناختی ارجاع می‌دهد. شهوداً، یک سیستم را در این حالت خاص کامل می‌گویند اگر هر گزاره صادقی را استنتاج کند. کورت گودل، لئون هنکین و امیل لئون پست همگی اثبات‌هایی از تمامیت منتشر کردند.

## خواص دیگر مربوط به کامل بودن
خاصیت وارون تمامیت، صحت یا سازگاری نام دارد: یک سیستم نسبت به یک خاصیت (عمدتاً اعتبار معناشناختی) صحت دارد، اگر هر یک از آن قضایایش آن خاصیت را داشته باشند.

## شکل‌های تمامیت

### تمامیت رسا
یک زبان صوری از نظر رسایی تام است اگر بتواند موضوعی که برای آن در نظر گرفته شده‌است را تبیین کند.

### تمامیت تابعی
مجموعه‌ای از رابط‌های منطقی در ارتباط با یک سیستم صوری تابعاً تام است اگر بتواند بیان همه توابع گزاره‌ای (یا گزاره‌نماها) را تببین کند.

### تمامیت معنایی
تمامیت معنایی، معکوس صحت برای سیستم‌های صوری است. یک سیستم صوری نسبت به همانگویِگی (به انگلیسی: tautologousness) کامل، یا «از نظر معناشناختی کامل» است هرگاه تمام همان‌گویی‌هایش قضیه باشند؛ در حالی که یک سیستم صوری، «صحیح» (به انگلیسی: sound) است اگر تمام قضیه‌هایش همان‌گویی باشند (یعنی از نظر معنایی، فرمول‌های معتبری باشند: فرمول‌هایی که تحت هر تعبیر از زبانِ سیستمی که با قوانین سیستم سازگاراست، صادق اند). یعنی،
{\displaystyle \models _{\mathcal {S}}\varphi \ \to \ \vdash _{\mathcal {S}}\varphi .}
برای مثال، قضیه تمامیت گودل تمامیت معنایی را برای منطق مرتبه اول برقرار می‌سازد.

### تمامیت قوی
یک سیستم صوری S قویاً' کامل' یا تام به معنی قوی است اگر برای هر مجموعه از مفروضات Γ، هر فرمولی که از نظر معنایی از Γ استخراج می‌شود، از Γ استنتاج هم شود. یعنی:
{\displaystyle \Gamma \models _{\mathcal {S}}\varphi \ \to \ \Gamma \vdash _{\mathcal {S}}\varphi .}

### تمامیت نحوی
یک سیستم صوری S نحواً کامل' یا به صورت استقرایی کامل یا کامل حداکثری است، اگر برای هر جمله (فرمول بسته) φ از زبانِ سیستم، یا φ یا φ¬ قضیه‌ای از S باشد. این، همچنین تمامیت نفی نامیده می‌شود و قوی تر از تمامیت معنایی است. به بیان دیگر، یک سیستم صوری به نحواَ'کامل استاگر و تنها اگر هیچ جمله اثبات ناپذیری را نتوان بدون نتیجه دادن ناسازگاری به آن اضافه کرد. منطق گزاره ای ارزش صدقی ومنطق محمولات مرتبه اول از نظر معنایی کاملاًد؛ اما نحواَ کامل نیستند (برای مثال، یک گزارهٔ منطق گزاره‌ای که شامل یک متغیر گزاره‌ای A، یک قضیه نیست؛ نقیضش هم نیست) قضیه ناتمامیت گودل نشان می‌دهد که هر سیستم بازگشتی که به اندازه کافی قویست، همانند حساب پئانو، نمی‌تواند هم سازگار باشد و هم نحواَ کامل.

### تمامیت ساختاری
در منطق ابرشهودگرایی و منطق موجهات، یک منطق را از نظر ساختاری تام گویند اگر قاعده مُجازی قابل استنتاج باشد.